# Ion Elecheș
Ion Elecheș (n. 15 mai 1862, Răzoare, județul Cluj, Imperiul Habsburgic – d. 1927, Regatul României) a fost un medic român, transilvănean, participant la Marea Adunare Națională de la Alba Iulia din 1 decembrie 1918.

## Date biografice și familie
Ion Elecheș s-a născut la 15 mai 1862, în satul Răzoare, din județul Cluj, fiind unul dintre cei patru copii ai lui Andrei și ai Irinei, aceștia din urmă ocupându-se cu agricultura.

## Studii
A urmat cursurile școlii primare în localitatea natală, iar mai apoi a urmat liceul la Alba Iulia.
După terminarea liceului, s-a înscris la Facultatea de Medicină din Cluj, iar mai apoi a urmat cursuri de specialitate la Graz, în Austria.

## Viața și activitatea
În jurul anului 1900 se întoarce în Transilvania, stabilindu-se la Sebeș, în Alba, unde a fost medicul familiei lui Lucian Blaga. În timpul Primului Război Mondial a desfășurat o activitate prounionistă, iar din această cauză a fost arestat și închis la Sopron, un oraș din Ungaria.
După terminarea „Marelui Război”, a participat în calitate de delegat al Cercului electoral Sebeș-Alba, la Marea Adunare Națională din 1 decembrie 1918 de la Alba Iulia.